# 小普雷斯帕湖
40°46′N 21°06′E / 40.767°N 21.100°E

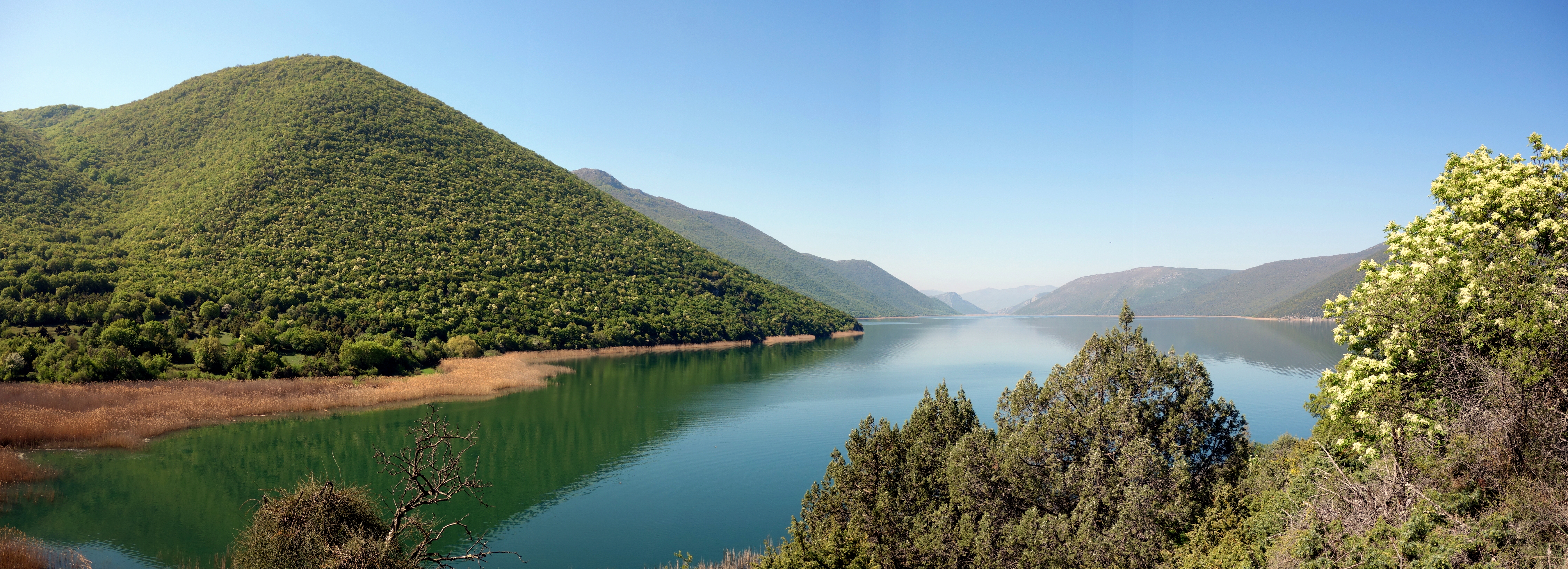
小普雷斯帕湖

湖及周邊地形圖

小普雷斯帕湖（希臘語：Λίμνη Μικρή Πρέσπα，阿爾巴尼亞語：Prespa e Vogël）是歐洲南部的湖泊，位於希臘和阿爾巴尼亞，長10.6公里、寬6.6公里，面積45.39平方公里，集水區面積189平方公里，海拔高度853米，最大水深7.7米。

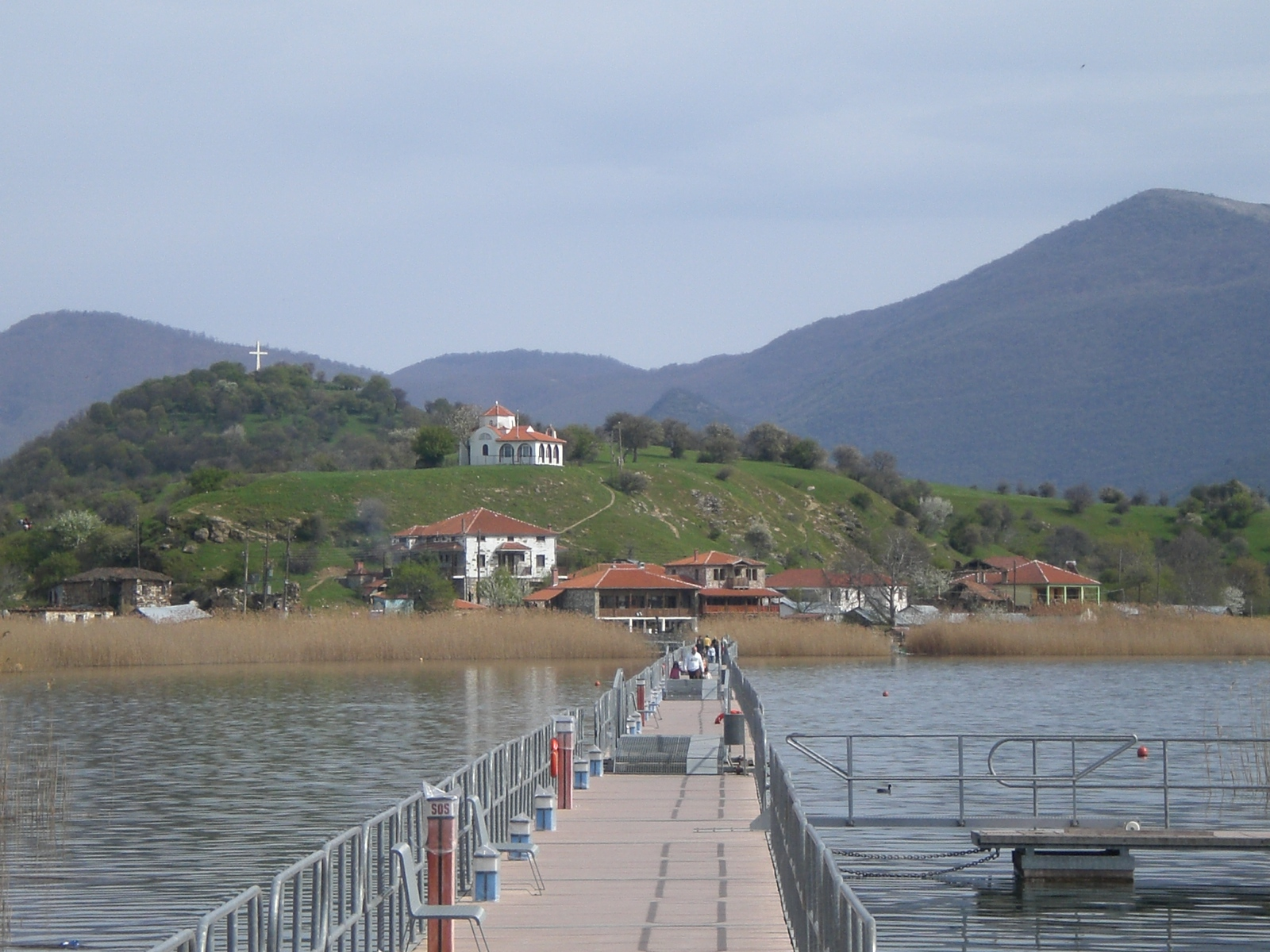
湖中島嶼

## 外部連結
- http://www.ekby.gr/ekby/en/alwet_web/alwet_site/en/alwet_aims_Prespa_en.html （页面存档备份，存于）
- Transboundary Prespa Park